# Anton Ohnmacht
Anton Ohnmacht (* 20. Oktober 1898; † 12. September 1984) war ein deutscher Architekt.
Anton Ohnmacht absolvierte zunächst eine Schreinerlehre, ehe er am Staatstechnikum Karlsruhe studierte und an der Technischen Hochschule Karlsruhe sein Diplom erlangte. 1932 wurde er Regierungsbaumeister (Assessor) im badischen Staatsdienst, und 1933 wechselte er zum erzbischöflichen Bauamt Heidelberg des Erzbistums Freiburg. Von 1946 bis 1955 war er dort Vorstand und anschließend bis zum Eintritt in den Ruhestand 1963 Dienstvorstand des erzbischöflichen Bauamts Freiburg. Von 1956 bis 1958 leitete er auch die Münsterbauhütte des Freiburger Münsters.
Zu seinen Werken zählen die Kirchen St. Franziskus in Karlsruhe-Dammerstock mit Fridolin Bosch 1938, St. Michael in Neuweier 1946–1949 (Einweihung 1951), St. Elisabeth in Wertheim-Bestenheid 1953, St. Barbara in Freiburg-Littenweiler 1957, St. Michael in Gaiberg 1956 und St. Johannes in Schiltach 1966. Darüber hinaus war Ohnmacht an mehreren Wiederaufbauten nach den Zerstörungen des Zweiten Weltkriegs beteiligt, darunter die Kirchen St. Elisabeth in Mannheim-Gartenstadt 1949, St. Jakobus in Mannheim-Neckarau 1950, St. Josef in Mannheim-Lindenhof 1951 und St. Aegidius in Mannheim-Seckenheim 1952.

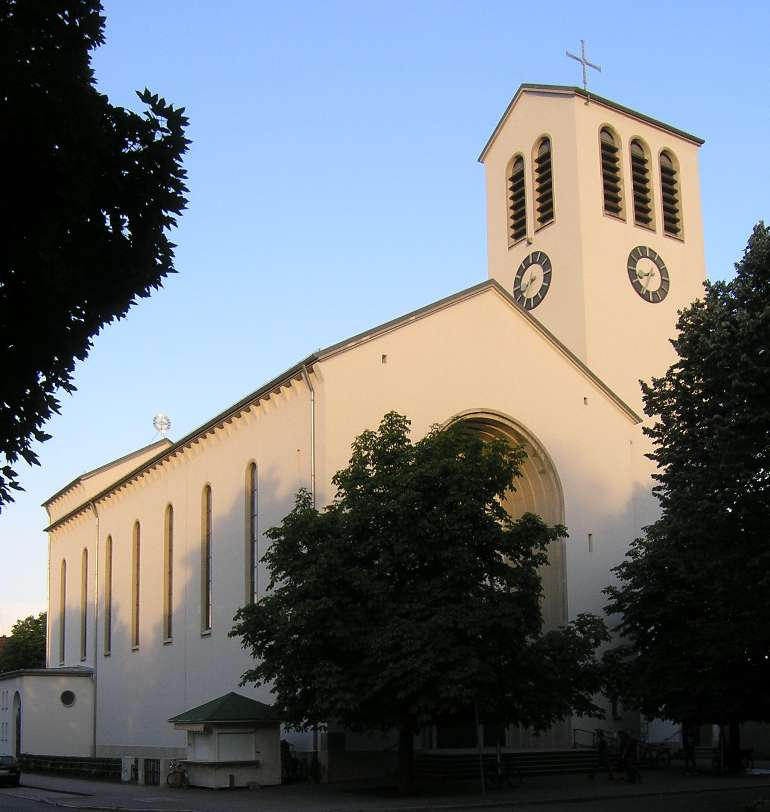
St. Franziskus, Karlsruhe-Dammerstock
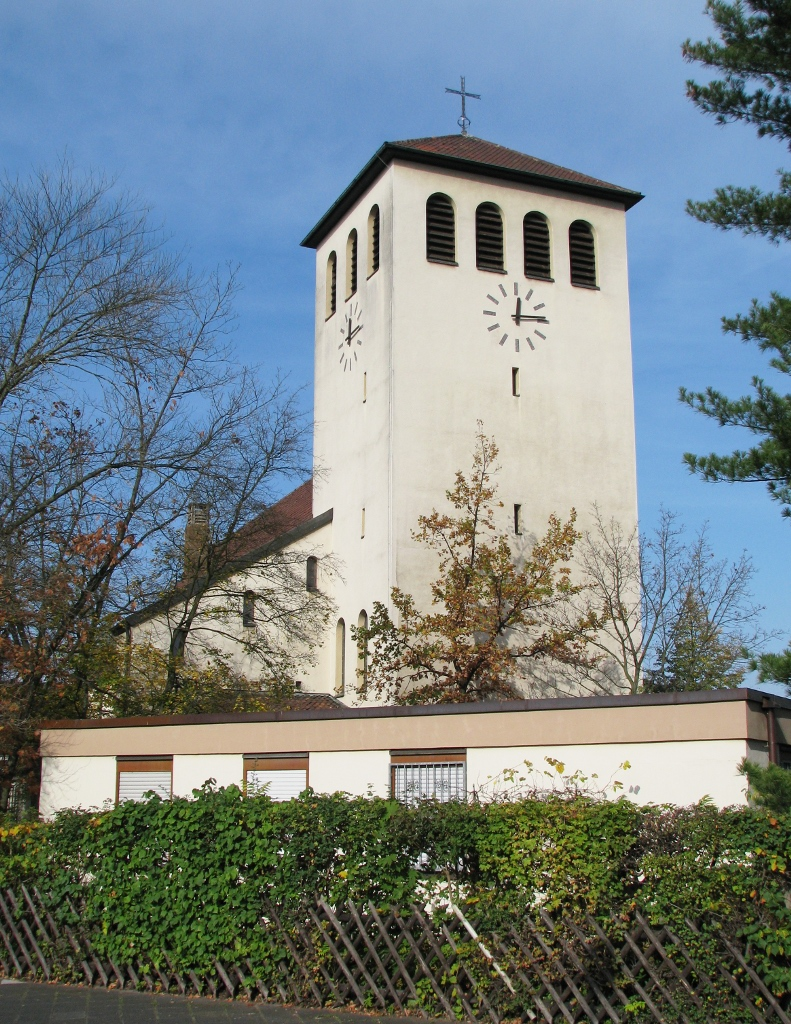
St. Elisabeth, Mannheim-Gartenstadt
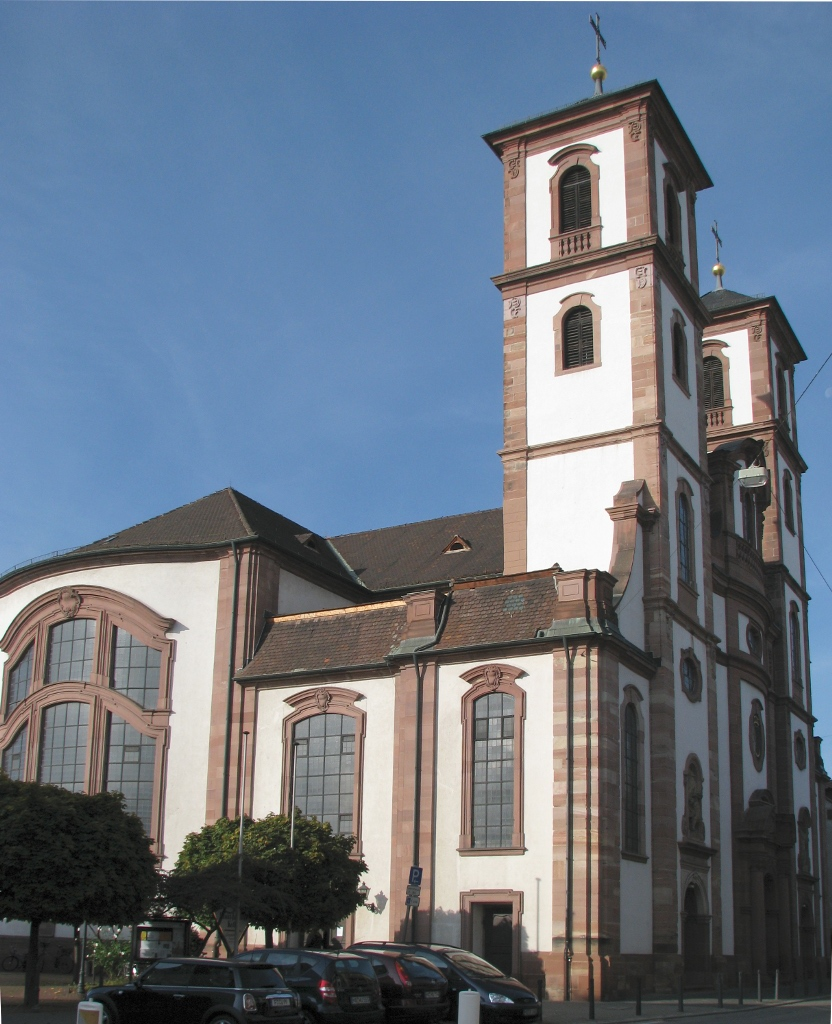
St. Jakobus, Mannheim-Neckarau
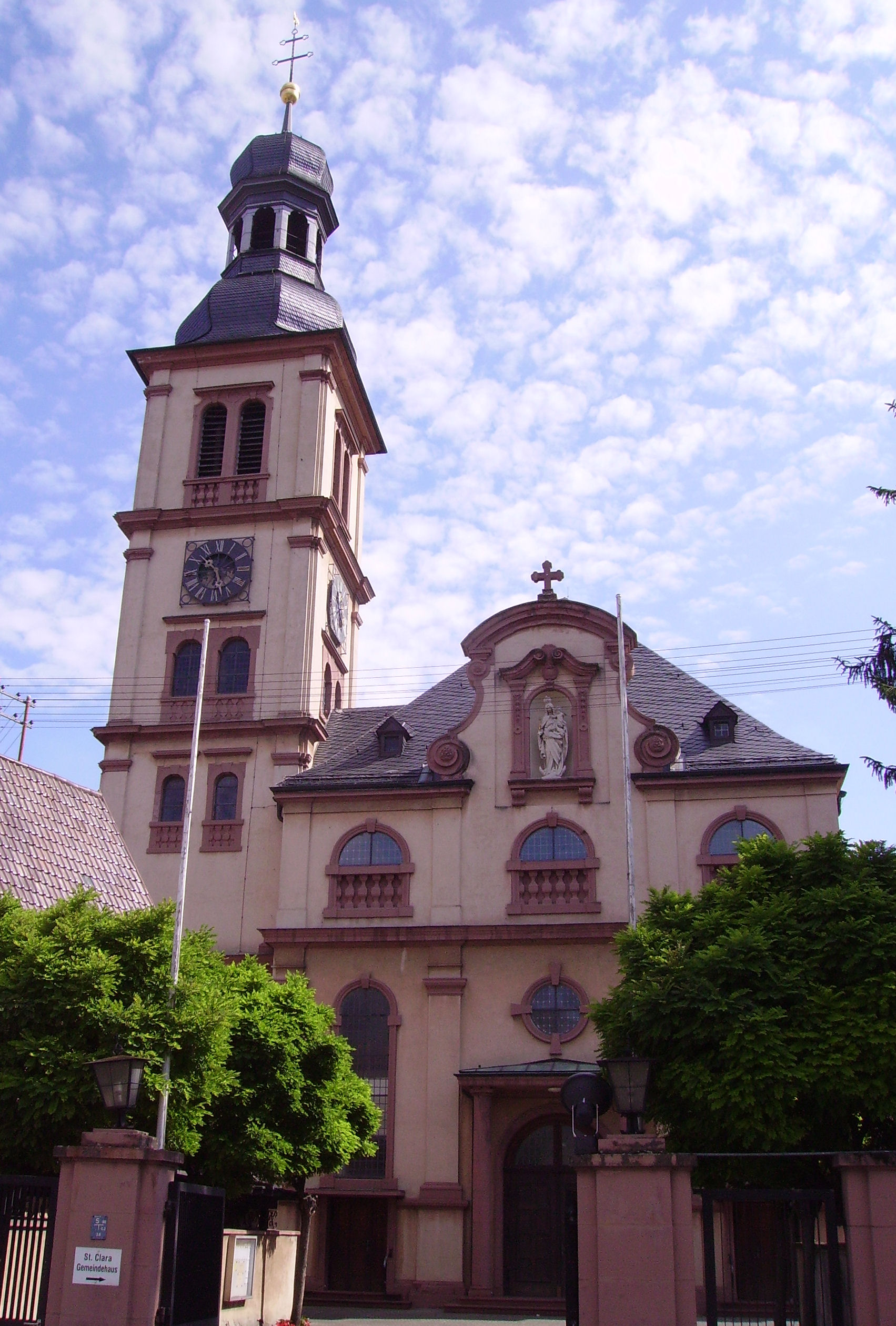
St. Aegidius, Mannheim-Seckenheim